# Omosessualità e wicca

Simbolo Wicca della triplice dea

La Wicca è la più popolare delle religioni neopagane.

## Wicca e LGBT
La wicca si contraddistingue per un atteggiamento di accettazione nei confronti delle caratteristiche degli individui, ed in particolare per una notevole apertura nei confronti dell'omosessualità.

Nella wicca infatti, non viene contemplato il peccato come in altre religioni, quindi non si può essere condannati o giudicati né per la propria natura né per le proprie scelte. La natura divina è immanente e anche il sesso e il desiderio sessuale, qualunque sia l'oggetto di esso, sono una delle manifestazioni del divino.
Il percorso spirituale wiccan tende ad esaltare la propria natura personale e il proprio potere decisionale, al punto tale che i membri vengono stimolati a scegliere da soli la strada da seguire e il modo in cui rapportarsi con il Dio e la Dea.
Punto cardine della Wicca è la legge morale del Finché non fai del male a nessuno, fa' ciò che vuoi (contenuta nel Rede), che sottolinea ulteriormente la libertà morale e di azione dell'individuo, non giudicando quindi delle azioni universalmente buone o cattive.

## Eccezioni storiche
Un'aperta eccezione fu quella della Wicca gardneriana dei primi tempi e di altri gruppi conservativi. I Gardneriani non hanno pregiudizi verso l'omosessualità, ma solitamente formano le loro coven da coppie uomo-donna. Si pensa che questa pratica sia il risultato dell'influenza di Gerald Gardner stesso, che scrisse:
«Le streghe dicono "La legge è sempre stata che il potere deve essere passata da un uomo a una donna o da una donna a un uomo, con la sola eccezioni in cui una madre inizia sua figlia o un padre inizia suo figlio, perché sono parte di sé stessi". Loro procedono dicendo: "I templari infransero questa antica regola e passarono il potere da uomo a uomo: questo condusse al peccato, che portò la loro caduta".»
Un'altra evidenza dell'atteggiamento di Gardner proviene da Lois Bourne, una della Sacerdotesse della coven di Bricket Wood:
«Gerald era omofobo. Lui aveva un profondo odio e disprezzo verso l'omosessualità, che lui considerava come una disgustosa perversione e una flagrante trasgressione alle leggi della natura... "Non ci sono streghe omosessuali, e non è possibile essere un omosessuale e allo stesso tempo una strega," Gerald quasi strillò. Nessuno litigò con lui.»
Molte tradizioni lavorano con un Dio e una Dea, e una parte della liturgia wiccan è incentrata sul Grande Rito: un rituale sessuale (simbolico o attuale) tra le due divinità. Questo rituale è solitamente svolto dal Sacerdote e della Sacerdotessa, che invocano le divinità per creare questa unione. Spesso involve anche l'athame (il principio maschile), che discende nel calice (il principio femminile).

## Ad oggi
La pratica del Grande Rito sopra descritta, ha portato molti wiccan alla visione di una realtà che tende ad escludere persone omosessuali. Questa preoccupazione fu espressa dell'Associazione Pagana del Canada: "In questi ultimi decenni, molte persone hanno pensato che l'enfasi per la polarità maschile/femminile nella Wicca esclude gli omosessuali". Comunque, questa fonte concretizza la validità di qualunque orientamento sessuale all'interno della pratica wiccan, suggerendo che uomini omosessuali e donne lesbiche sono probabilmente attivi nella reciproca relazione tra il principio maschile e femminile dell'universo.
Le congreghe tradizionali aspirano ad avere lo stesso numero di donne e uomini, in armonia con le loro credenze sull'importanza dell'equilibrio tra il maschile e il femminile. Questo obiettivo non è spesso raggiunto, visto che ci sono più donne coinvolte nella Wicca di uomini.

Probabilmente c’è la stessa (o maggiore) percentuale di persone LGBT che praticano la Wicca tradizionale, della percentuale di persone LGBT nel mondo. Questo, più lo squilibrio tra praticanti donne e uomini, può essere un ostacolo pratico per persone omosessuali che desiderano unirsi ad un particolare congrega. L'attuale orientamento sessuale di una persona non è solitamente un problema.
Una particolarità è rappresentata dalla Tradizione spirituale non dualistica della Tradizione Dianica a volte anche chiamata Wicca Dianica, ramo spirituale di matrice femminista accessibile e praticato solo da donne biologicamente femmine, sia eterosessuali che lesbiche, e incentrato sui misteri femminili.

Le praticanti di questa corrente lavorano esclusivamente con un principio divino che è concepito come femminile, la Grande Madre universale, identificata con la rete della vita stessa.